# 브래드 리틀 (배우)
브래드 리틀(Brad Little, 1964년 4월 10일 ~ )은 미국의 뮤지컬 배우이자 가수로, Phantom of the Opera 및 Jekyll and Hyde 의 주인공으로도 유명하다. 1988년 뮤지컬 Anything Goes 의 빌리 크로커 역으로 데뷔했으며, 2001년에는 배리모어 어워드와 필리 어워드에서 각각 뮤지컬 부문 남우주연상을 수상하기도 했다.
리틀은 1997년 이래 브로드웨이, 미국, 그리고 아시아 전역에 걸친 투어에서 총 2,200여회 이상 Phantom of the Opera 의 주연으로 출연했으며, Fiddler on the Roof, Cyrano the Musical, Jekyll and Hyde, Evita, Les Miserables, Jesus Christ Superstar, West Side Story 등 유명 뮤지컬에도 다수 출연하였다.
앨범으로는 Brad Little Unmasked 와 Live in Korea 가 있으며, 2010년에는 제4회 대구국제뮤지컬페스티벌 홍보대사로써 내한하기도 했다.

## 주요 출연작
- Anything Goes
- Fiddler on the Roof
- Cyrano the Musical
- Phantom of the Opera
- Jekyll and Hyde
- Evita
- Les Miserables
- Jesus Christ Superstar
- West Side Story
- 1776
- Oklahoma
- Damn Yankees
- 더 문- 나사 국장 역

## 앨범
- Brad Little Unmasked
- Live in Korea